# Poltys caelatus
Poltys caelatus är en spindelart som beskrevs av Simon 1907. Poltys caelatus ingår i släktet Poltys och familjen hjulspindlar. Inga underarter finns listade i Catalogue of Life.